# Uesugi Norimasa
Uesugi Norimasa (上杉 憲政, 1523-13 avril 1579) est un daimyo japonais. Il est le père adoptif de Uesugi Kenshin, l'un des plus célèbres seigneurs de guerre de l'histoire du Japon. Il possède la province d'Echigo.
À la bataille de Kawagoe en 1545, le clan Uesugi avec Norimasa à sa tête est défait par le clan Hōjō. Les campagnes militaires de Norimasa sont de moins en moins satisfaisantes. Le clan Uesugi est défait une deuxième fois par le même clan en 1551. Après la mort de Kenshin, Norimasa a soutenu Uesugi Kagetora dans la guerre civile de ce dernier contre Uesugi Kagekatsu. Norimasa a été tué après la défaite de Kagetora.